# Oncidium sect. Rostrata
Oncidium sect. Rostrata es una sección de orquídeas epifitas perteneciente al género Oncidium. Se caracterizan por producir fuertes anteras y rostelos.

## Especies
1. Oncidium cheirophorum Rchb. f. 1852
2. Oncidium dactyliferum Garay & Dunsterv.1972
3. Oncidium deltoideum Lindl. 1837
4. Oncidium exalatum Hágsater 1981
5. Oncidium hapalotyle Schltr. 1921
6. Oncidium luteum Rolfe 1893
7. Oncidium magdalenae Rchb.f. 1855
8. Oncidium ornithorhynchum H.B.K. 1815
9. Oncidium pictum Kunth 1816
10. Oncidium pyramidiale Lindley 1854
11. Oncidium venustum Drap. 1836